# Каделл ап Родри
Каделл ап Родри (около 840—909) — король Сейсиллуга (872—909).

## Биография
Каделл — один из шести сыновей короля Гвинеда Родри Великого и его жены Анхарад, сестры правителя Сейсиллуга, Гугона, который в 871 году, согласно «Анналам Камбрии», умер в результате утопления. Ему то и наследовал его племянник Каделл. Каделл был женат на Рейнхаре, дочери Хивайда ап Бледдри, правителя Диведа, в то время как его брат, Тудвал Хромой, на её кузине, Элейне, дочери Алета ап Бледдри.
Каделл родился около 850 года. В 877 году после смерти отца и его брата Гуриада, убитых саксами, он получает во время разделения великого наследия, как старший сын Анхарад ферх Меуриг, Королевство Кередигион с дворцом в Диневуре и сюзеренитет над другими братьями. В частности Гвентианская Хроника сообщает, что в 877 году Мервин подчинился своему брату Каделлу.
Каделл женил своего сына Хивела, на Элейне, дочери Лливарха, сына Хивайда.
В союзе со своими братьями, сокрушив соседний Дивед, он атакует и Элиседа ап Теудура, правителя Брихейниога, настолько, что последний просит помощи у Альфреда Великого, короля Уэссекса. Вскоре после этого Каделл и его братья, также стали вассалами Альфреда. Изначальная гармония между братьями быстро исчезает в 894 году. Анарауд, король Гвинедда, в союзе с саксами, опустошает территории своего брата Каделла, его люди сжигают дома и посевы на территории Кередигиона.
В 905 году, Каделл напал на Дивед и убил тамошнего правителя, Родри, брата Лливарха, в битве при Арвистли. Либо же, он был казнён обезглавливанием по приказу Каделла.
На земли Каделла, также отмечено продолжительное вторжение «черных язычников», то есть датских викингов, нападения которых заканчиваются разрушением святилища Сент-Дэвидс в 906 году.
После смерти Каделла ап Родри, а произошло это по разным данным в 900, 907, 909 или около 911 года, его сыновья разделили владения отца: Клидог стал править в Сейсиллуге, Мейриг получил Истрад-Тиви, а Хивел стал королём Диведа. Возможно, у Каделла было ещё два сына — Морган и Кадуган.